# P.W. & B. Railroad Bridge
Die P.W. & B. Railroad Bridge war eine eingleisige hölzerne Eisenbahnbrücke der Philadelphia, Wilmington and Baltimore Railroad über den Susquehanna River zwischen den kleinen Orten Havre de Grace und Perryville in Maryland kurz vor der Mündung in die Chesapeake Bay an der Ostküste der USA.

## Geschichte
Die Philadelphia, Wilmington and Baltimore Railroad begann 1838 den Betrieb auf der ersten Eisenbahnstrecke zwischen Philadelphia und Baltimore, wobei der Susquehanna River mit der ersten Eisenbahnfähre der USA überquert wurde. 1866 begann man mit dem Bau der 996 m (3269 ft) langen Brücke. Sie bestand aus dreizehn hölzernen, durch Bögen verstärkten Howeträgern auf steinernen Mauerwerkspfeilern. Kurz vor ihrer Fertigstellung wurde ihr Überbau von einem Tornado schwer beschädigt, aber in kürzester Zeit aus neuen Balken wiederhergestellt, so dass sie 1866 dem Eisenbahnverkehr übergeben werden konnte.
Zwischen 1874 und 1880 wurde der hölzerne Überbau durch schmiedeeiserne Träger ersetzt und außerdem eine Hubbrücke eingebaut.
Nach der Übernahme der Gesellschaft durch die Pennsylvania Railroad im Jahr 1881 wurde in den Jahren 1904 bis 1906 unmittelbar nördlich der existierenden Brücke eine neue Eisenbahnbrücke gebaut, die heute PRR oder Amtrak Susquehanna River Bridge genannt wird. Die alte Brücke wurde zu einer Straßenbrücke umgewandelt, die 1940 abgebaut wurde. Ihre Pfeiler ließ man stehen.